# Drosera stricticaulis
Drosera stricticaulis är en sileshårsväxtart som först beskrevs av Friedrich Ludwig Diels, och fick sitt nu gällande namn av O.H.Sargent. Drosera stricticaulis ingår i släktet sileshår, och familjen sileshårsväxter.
Artens utbredningsområde är:
- Ashmore-Cartieröarna.
- Western Australia.

## Underarter
Arten delas in i följande underarter:
- D. s. eremaea
- D. s. stricticaulis

## Bildgalleri

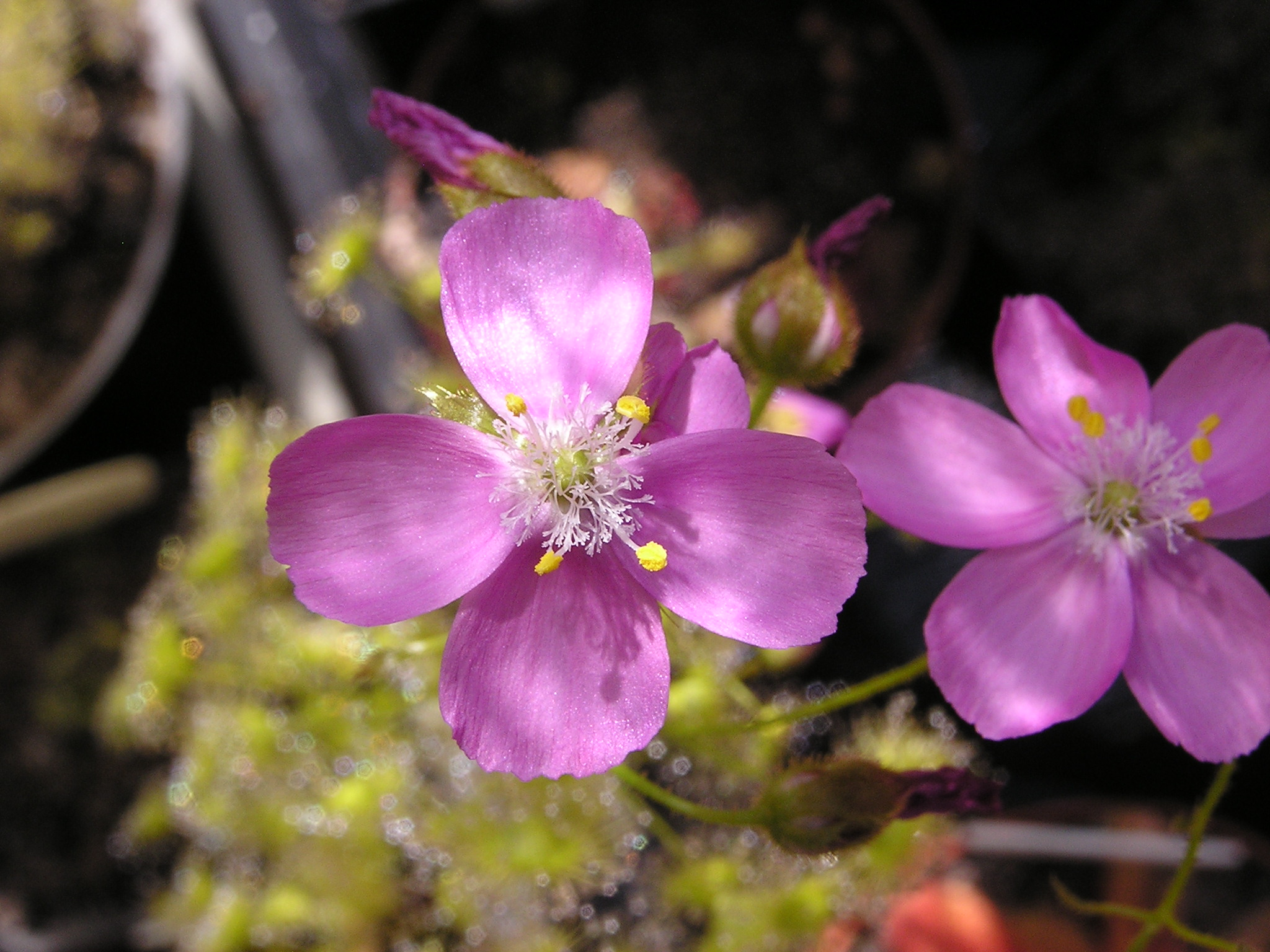